# Bestgore.com
Bestgore.com是马克·马瑞克（Mark Marek）曾經開設的一個加拿大震撼网站，專門提供現實中有關異常血腥暴力的新闻、相片和视频，并允許發佈者和閱覽者评论。2012年5月25日，卢卡·罗科·马尼奥塔將自己肢解林俊的虐殺視頻上傳到Bestgore.com，此後该网站受到媒体的关注。2013年，马克·马瑞克因被控敗壞公共道德而被捕。

## 歷史
该网站于2008年4月30日由斯洛伐克裔加拿大人马克·马瑞克（Mark Marek）创立，該網站有許多關於谋杀、自杀、酷刑、普通外科手術、肢解和意外事故等事件中的血腥照片以及影片资料。截至2020年1月，該網站估计每月有1000到1500万的访问量，Bestgore在關閉前曾經是世界上最大的恐怖网站。截至2020年11月15日，該网站已经不再运行。2020年11月17日，有人在lbry.tv网站提問BestGore.com是否已经关闭以及它是否会永久关闭，马克·马瑞克表示很可能會永久关闭。